# Солник (село)
Солник е село в Североизточна България. То се намира в община Долни чифлик, област Варна. Старото му име е Джафер.

## История
Жителите на селото са от т. нар. ваяци, като по-голямата част от тях са преселници от с. Козичино(Караманджа). Старото име на Солник е Джафер. Селото се населва след Освобождението с хора от близките села Голица и Караманджа, както и от изселени бежанци от Източна Тракия. В селото съществува извор със солена вода, от който днешното село носи името си.
През 1950 г. в селото функционира всестранна взаимоспомагателна кооперация.

## Население
Численост на населението според преброяванията през годините:
| \| Година на преброяване \| Численост \| \| --------------------- \| --------- \| \| 1934 \| 865 \| \| 1946 \| 865 \| \| 1956 \| 917 \| \| 1965 \| 707 \| \| 1975 \| 628 \| \| 1985 \| 504 \| \| 1992 \| 476 \| \| 2001 \| 316 \| \| 2011 \| 222 \| \| 2021 \| 197 \| |           |
| Година на преброяване | Численост |
| 1934 | 865       |
| 1946 | 865       |
| 1956 | 917       |
| 1965 | 707       |
| 1975 | 628       |
| 1985 | 504       |
| 1992 | 476       |
| 2001 | 316       |
| 2011 | 222       |
| 2021 | 197       |

### Етнически състав

#### Преброяване на населението през 2011 г.
Численост и дял на етническите групи според преброяването на населението през 2011 г.:
|                     | Численост | Дял (в %) |
| Общо                | 222       | 100.00    |
| Българи             | 206       | 92.79     |
| Турци               | –         | –         |
| Цигани              | –         | –         |
| Други               | ?         | ?         |
| Не се самоопределят | ?         | ?         |
| Неотговорили        | 15        | 6.75      |

## Редовни събития
Празникът на селото е на 2 август (Илинден) и се чества всяка година. Вярва се, че св. Илия е закрилник на селото, както и че е опазил мъжете от Солник, да се завърнат живи и здрави от войните.

## Други
Морският нос Солник на остров Лоу в Южни Шетландски острови, Антарктика е наименуван в чест на село Солник.